# Aeroporto di Gdynia-Kosakowo
L'Aeroporto di Gdynia-Kosakowo (IATA: QYD, ICAO: EPOK) è un aeroporto polacco situato a 12 km a nord di Gdynia.
Il sito ospita un aeroporto militare e negli anni duemila è stata pianificata la costruzione di infrastrutture per operare anche con voli commerciali ma al 2024 questo ammodernamento non risulta completato.